# A Horse with No Name
A Horse with No Name is de eerste single van de Amerikaanse band America. De single is afkomstig van het debuutalbum America uit 1971. Op 12 november dat jaar werd de single eerst in Europa en de Sovjet-Unie uitgebracht. In januari 1972 volgden de VS, Canada, Australië, Nieuw-Zeeland en Japan.

## Achtergrond
Op het debuutalbum stond in eerste instantie niet het nummer A Horse with No Name, maar op advies van producer Ian Samwell werd besloten het nummer alsnog toe te voegen. Het zou in eerste instantie Desert Song gaan heten, maar dit werd later aangepast.
Het nummer is geschreven op een regenachtige dag in Engeland en heeft de bedoeling de warmte en droogte van een woestijn tot uitdrukking te brengen. De achterliggende herkomst van het nummer is dat zanger-gitarist Dewey Bunnell in zijn jeugd woestijnen in Arizona en New Mexico doorkruiste.
De plaat werd in enkele delen van de Verenigde Staten, waaronder Kansas City, verboden, omdat het zou refereren aan drugsgebruik (horse is een in de Verenigde Staten gebruikt synoniem voor heroïne). De plaat behaalde vervolgens wél de nummer 1-positie in de Billboard Hot 100. In Canada en Finland werd eveneens de nummer 1-positie bereikt. In Australië werd de 2e positie bereikt, Nieuw-Zeeland de 5e, Ierland de 4e, Sovjet-Unie de 3e en in het Verenigd Koninkrijk werd de 3e positie in de UK Singles Chart behaald.
In Nederland werd de plaat destijds veel gedraaid op de zeezenders en landelijke radiozenders en werd een radiohit. De plaat bereikte de 11e positie in de Nederlandse Top 40 op Radio Veronica en de 12e positie in de Hilversum 3 Top 30 / Daverende Dertig. Dit was de hoogste notering van de band in de Nederlandse hitlijsten.
In België bereikte de plaat de 29e positie in de voorloper van de Vlaamse Ultratop 50 en de 40e positie in Wallonië. In de Vlaamse Radio 2 Top 30 werd géén notering behaald.
Sinds de allereerste editie in december 1999 staat de plaat onafgebroken genoteerd in de jaarlijkse NPO Radio 2 Top 2000 van de Nederlandse publieke radiozender NPO Radio 2, met als hoogste notering een 96e positie in 2002.

## Hitnoteringen

### Nederlandse Top 40
| Hitnotering: 15-01-1972 t/m 26-02-1972 | Hitnotering: 15-01-1972 t/m 26-02-1972 | Hitnotering: 15-01-1972 t/m 26-02-1972 | Hitnotering: 15-01-1972 t/m 26-02-1972 | Hitnotering: 15-01-1972 t/m 26-02-1972 | Hitnotering: 15-01-1972 t/m 26-02-1972 | Hitnotering: 15-01-1972 t/m 26-02-1972 | Hitnotering: 15-01-1972 t/m 26-02-1972 | Hitnotering: 15-01-1972 t/m 26-02-1972 |
| Week                                   | 1                                      | 2                                      | 3                                      | 4                                      | 5                                      | 6                                      | 7                                      |                                        |
| -------------------------------------- | -------------------------------------- | -------------------------------------- | -------------------------------------- | -------------------------------------- | -------------------------------------- | -------------------------------------- | -------------------------------------- | -------------------------------------- |
| Nummer                                 | 22                                     | 16                                     | 11                                     | 16                                     | 20                                     | 32                                     | 37                                     | uit                                    |

### Hilversum 3 Top 30 / Daverende Dertig
| Hitnotering: 22-01-1972 t/m 19-02-1972 | Hitnotering: 22-01-1972 t/m 19-02-1972 | Hitnotering: 22-01-1972 t/m 19-02-1972 | Hitnotering: 22-01-1972 t/m 19-02-1972 | Hitnotering: 22-01-1972 t/m 19-02-1972 | Hitnotering: 22-01-1972 t/m 19-02-1972 | Hitnotering: 22-01-1972 t/m 19-02-1972 |
| Week                                   | 1                                      | 2                                      | 3                                      | 4                                      | 5                                      |                                        |
| -------------------------------------- | -------------------------------------- | -------------------------------------- | -------------------------------------- | -------------------------------------- | -------------------------------------- | -------------------------------------- |
| Nummer                                 | 20                                     | 15                                     | 12                                     | 17                                     | 18                                     | uit                                    |

### Evergreen Top 1000
| Evergreen Top 1000 "A Horse with No Name" | Evergreen Top 1000 "A Horse with No Name" | Evergreen Top 1000 "A Horse with No Name" | Evergreen Top 1000 "A Horse with No Name" | Evergreen Top 1000 "A Horse with No Name" | Evergreen Top 1000 "A Horse with No Name" | Evergreen Top 1000 "A Horse with No Name" | Evergreen Top 1000 "A Horse with No Name" | Evergreen Top 1000 "A Horse with No Name" | Evergreen Top 1000 "A Horse with No Name" | Evergreen Top 1000 "A Horse with No Name" | Evergreen Top 1000 "A Horse with No Name" | Evergreen Top 1000 "A Horse with No Name" | Evergreen Top 1000 "A Horse with No Name" |
| Jaar                                      | 2008                                      | 2009                                      | 2010                                      | 2011                                      | 2012                                      | 2013                                      | 2014                                      | 2015                                      | 2016                                      | 2017                                      | 2018                                      | 2019                                      | 2020                                      |
| ----------------------------------------- | ----------------------------------------- | ----------------------------------------- | ----------------------------------------- | ----------------------------------------- | ----------------------------------------- | ----------------------------------------- | ----------------------------------------- | ----------------------------------------- | ----------------------------------------- | ----------------------------------------- | ----------------------------------------- | ----------------------------------------- | ----------------------------------------- |
| Positie                                   | -                                         | -                                         | -                                         | -                                         | 585                                       | 645                                       | 633                                       | 428                                       | 532                                       | 262                                       | 234                                       | 471                                       | 473                                       |

### NPO Radio 2 Top 2000
| Nummer met noteringen in de NPO Radio 2 Top 2000 | '99 | '00 | '01 | '02 | '03 | '04 | '05 | '06 | '07 | '08 | '09 | '10 | '11 | '12 | '13 | '14 | '15 | '16 | '17 | '18 | '19 | '20 | '21 | '22 | '23 | '24 |
| ------------------------------------------------ | --- | --- | --- | --- | --- | --- | --- | --- | --- | --- | --- | --- | --- | --- | --- | --- | --- | --- | --- | --- | --- | --- | --- | --- | --- | --- |
| A Horse with No Name                             | 175 | 245 | 141 | 96  | 109 | 135 | 119 | 155 | 113 | 126 | 199 | 184 | 244 | 223 | 297 | 334 | 385 | 328 | 347 | 347 | 391 | 431 | 451 | 528 | 535 | 516 |

1. ↑  Een vetgedrukt getal geeft de hoogste notering aan.

## Trivia
- De Deense rockband D-A-D coverde het nummer op hun album D.A.D. Draws a Circle.
- Het liedje is te beluisteren in de soundtrack van het spel Grand Theft Auto: San Andreas op de radiozender K-DST.
- De melodie is door Michael Jackson overgenomen en gebruikt voor zijn nummer A Place with No Name. Het bestaan ervan werd enkele weken na diens overlijden bekendgemaakt.
- Het liedje is te horen in een aflevering van de Amerikaanse televisieserie Breaking Bad, waarin Walter White het meezingt in zijn auto.